# Пелевин, Александр Фёдорович
Алекса́ндр Фёдорович Пеле́вин (род. 3 июня 1952, Нижний Тагил) — генеральный директор Миасского машиностроительного завода (2002—2006), генеральный директор ФГУП "Научно-инженерный центр «СНИИП».

## Биография
Родился 3 июня 1952 года в городе Нижний Тагил Свердловской области.
После окончания факультета летательных аппаратов Казанского авиационного института в 1975 году начал работу на Златоустовском машиностроительном заводе помощником мастера. Работал мастером, заместителем начальника производства и начальником отраслевого производства. В 1989 году был избран начальником объекта № 3 Златоустовского машиностроительного завода. В 1992 году, после выделения объекта № 3 в самостоятельное предприятие, назначен генеральным директором  ФГУП "Миасский машиностроительный завод".
После резкого сокращения в начале 90-х годов заказа по изготовлению баллистических ракет морского базирования проводил конверсию оборонного производства, сохраняя возможность выпуска оборонной продукции. В период его руководства в начале 1990-х гг. в сложных экономических условиях коллектив завода успешно завершил освоение и сдачу на вооружение ВМФ изделия Р-29РМ; началось осуществление конверсии оборонного производства при сохранении возможности выпуска военной продукции. Александр Пелевин стал инициатором привлечения зарубежных инвестиций. На заводе были созданы два совместных с иностранными фирмами предприятия: "Гримма-Миасс-Нефтемаш" и "Мэзоннев-Кег-Миасс". Под руководством Пелевина предприятие вновь приступило к изготовлению элементов систем баллистических ракет с 2002 года. Участвовал в организации производства и изготовлении опытных и серийных изделий: РСМ-25, РСМ-40, РСМ-50, РСМ-52, РСМ-54 и комплекса «Буран».
С 2006 по 2012 год директор ФГУП «Научно-инженерный центр “СНИИП”» (Москва).
Является членом президиума Ассоциации промышленных предприятий и банков области «ПромАсс», Межрегионального совета по науке и технологиям, членом правления Союза промышленников и предпринимателей.
Награждён орденом Трудового Красного Знамени (1990), медаль «За трудовую доблесть» (1984), медаль Российского авиационно-космического агентства — Звезда Циолковского (2002).

## Награды
- Орден Трудового Красного Знамени  (1990)
- Медаль «За трудовую доблесть» (1984)